# 그릭타운
그릭타운(Greektown)은 도시권 동네에서 그리스인이 주로 살았던 소수민족 집단거주지의 이름이다.

## 지역별 그릭타운

### 캐나다
- 그릭타운 (몬트리올)(영어판): 퀘벡주
- 그릭타운 (토론토)
- 그릭타운 (밴쿠버)(영어판)

### 미국
- 미국 내 최대 그리스인 커뮤니티
  - 애스토리아 (퀸스)
- 그릭타운 (시카고)(영어판)
- 그릭타운 (디트로이트)(영어판)

## 같이 보기
- 그리스 디아스포라